# Лемболовская волость
Ле́мболовская во́лость — одна из четырёх приграничных волостей Петроградского (до 1914 года Санкт-Петербургского) уезда одноимённой губернии. С запада граничила с Выборгской губернией Великого княжества Финляндского, с севера — с Коркомякской волостью, с востока — с Куйвозовской волостью и с юга — с Белоостровской и Вартемякской волостями.  
Административный центр — деревня Лемболово.
По данным на 1890 год крестьянские наделы в волости составляли 3226 десятин. В 19 селениях волости насчитывалось 416 дворов, в которых проживало 2320 душ обоего пола, в том числе 1152 мужчины и 1168 женщин. Число некрестьянских дворов в волости — 60.
Вместе с Вартемякской, Куйвозовской и Коркомякской волостями входила до Февральской революции в 3-й стан уезда.